# Amerikanisches Hermelin
Das Amerikanische Hermelin (Mustela richardsonii) ist ein kleines Raubtier aus der Familie der Marder, das in weiten Bereichen Nordamerikas vorkommt. Die Tiere werden erst seit 2021 als eine eigenständige Art angesehen. Die verschiedenen Unterarten des Amerikanischen Hermelins gehörten vorher zum (eigentlichen/eurasischen) Hermelin (Mustela erminea). Das Amerikanische Hermelin kommt mit Ausnahme des arktischen Nordwestens in ganz Kanada, im Norden der USA, auf Baffin Island und den benachbarten Inseln und auf Grönland vor. Die Hermeline in Alaska und im arktischen Nordwesten von Kanada gehören dagegen zum (eigentlichen/eurasischen) Hermelin.

## Merkmale
Die Trennung des Amerikanischen Hermelins vom (eurasischen) Hermelin geschah ausschließlich aufgrund von DNA-Vergleichen. Ein Beschreibung morphologischer Unterschiede gibt es bisher noch nicht. Wie das eurasische Hermelin hat das Amerikanische Hermelin einen schlanken Körper und kurze Vorder- und Hinterbeine. Die Kopf-Rumpf-Länge beträgt 17 bis 24 Zentimeter, der Schwanz ist 6 bis 10 Zentimeter lang. Das Gewicht des Amerikanischen Hermelins liegt bei 39 bis 154 Gramm, wobei Männchen 40 bis 80 % schwerer sind als die Weibchen. Der Rücken, die Körperseiten und die äußeren Seiten der Gliedmaßen sind bräunlich, der Bauch, die Kehle und die Innenseiten der Gliedmaßen sind weiß, die Schwanzspitze ist schwarz. Im Winter werden die Tiere mit Ausnahme der schwarz bleibenden Schwanzspitze komplett weiß. Weibchen haben vier Zitzenpaare. Der Schädel der Hermeline ist relativ flach mit einem langgestreckten Hirnschädel.
Die Zahnformel lautet:{\displaystyle {\frac {3.1.3.1.}{3.1.3.2.}}}

## Systematik
Das Hermelin erhielt seinen wissenschaftlichen Namen schon im Jahr 1758 durch den schwedischen Naturforscher Carl von Linné, den Begründer der bis heute verwendeten biologischen Nomenklatur. Aufgrund des großen Verbreitungsgebietes wurden zahlreiche Unterarten beschrieben, von denen 34 heute noch anerkannt werden. Die Unterarten bildeten sich wahrscheinlich durch Isolierung einzelner Populationen während der Letzten Kaltzeiten. Ein Team amerikanischer Wissenschaftler spaltete das Hermelin im Februar 2021 aufgrund molekulargenetischer Daten in drei Arten auf. Die Bezeichnung Mustela erminea soll nur noch für die Hermeline Europas, Asiens und der Arktis gelten, während die im größten Teil Nordamerikas vorkommenden Hermeline die Bezeichnung Mustela richardsonii erhalten, die 1838 durch den italienischen Zoologen Charles Lucien Bonaparte eingeführt wurde. Eine dritte Hermelinart, das Haida-Hermelin (Mustela haidarum), kommt auf einigen Inseln der nordamerikanischen Pazifikküste vor. Amerikanisches Hermelin und (eurasisches) Hermelin sind Schwesterarten. Das Haida-Hermelin entstand durch die Hybridisierungen verschiedener Hermelinformen auf einem durch den niedrigen Meeresspiegel von drei heutigen Inseln gebildeten zusammenhängenden eiszeitlichen Refugium. Schwesterart der Klade aller drei Hermelinarten ist Mustela aistoodonnivalis aus Zentralchina.

## Unterarten
Dreizehn ursprünglich zum (eurasischen) Hermelin gehörende Unterarten werden seit 2021 dem Amerikanischen Hermelin zugeordnet.

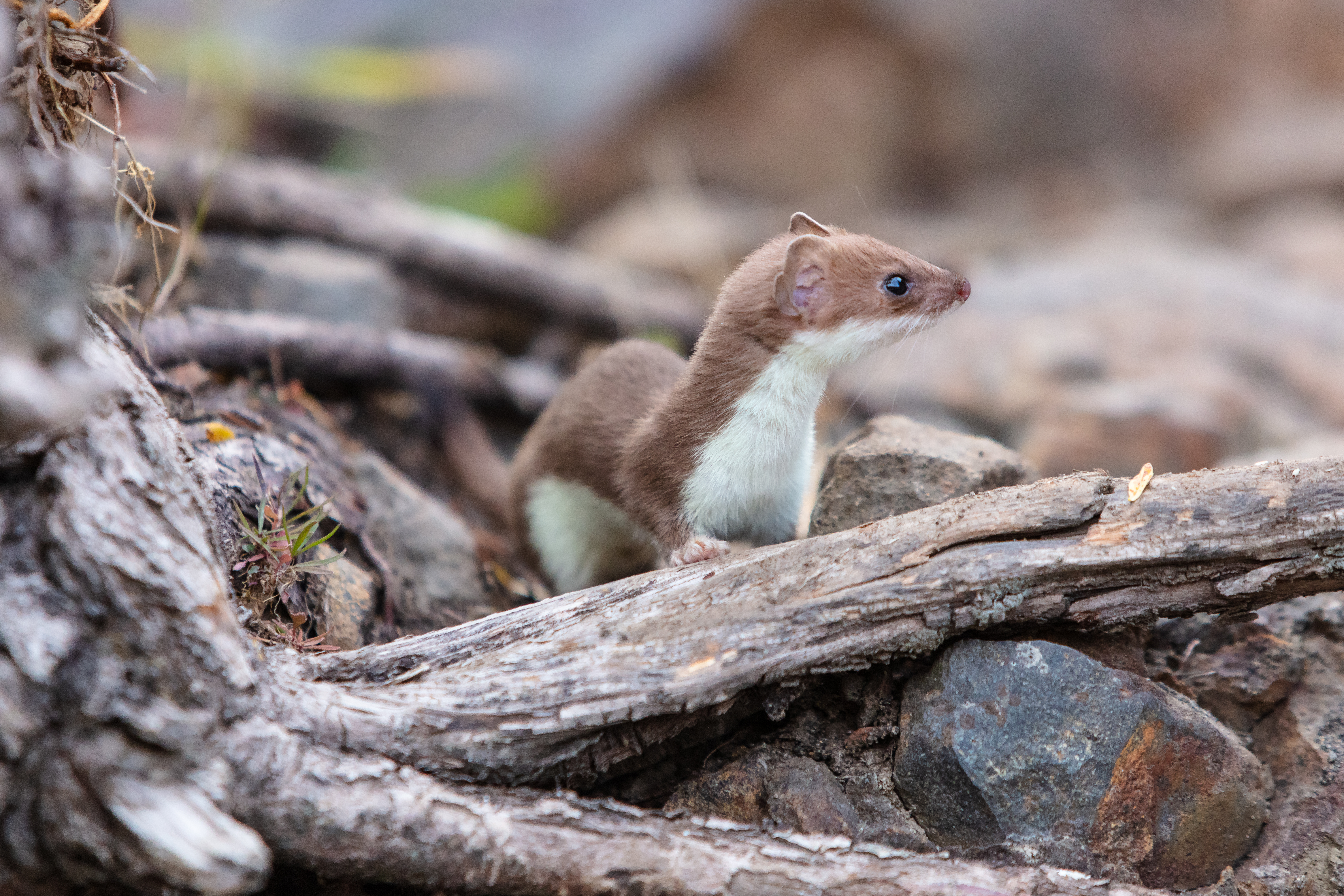
Ein Amerikanisches Hermelin (M. r. muricus) im Yellowstone-Nationalpark

- Mustela richardsonii alascensis, südliches Alaska
- Mustela richardsonii anguinae, Vancouver Island
- Mustela richardsonii bangsi, Kanada westlich der Großen Seen
- Mustela richardsonii cigognanii, Kanada nördlich und östlich der Großen Seen
- Mustela richardsonii fallenda, British Columbia und der Norden von Washington
- Mustela richardsonii gulosa, Osten von Washington
- Mustela richardsonii initis, Baranof Island
- Mustela richardsonii invicta, Alberta, Idaho u. Montana
- Mustela richardsonii muricus, Nevada, Utah, Colorado, New Mexico, South Dakota, Wyoming
- Mustela richardsonii olympica, Olympic-Halbinsel
- Mustela richardsonii richardsonii, Neufundland, Labrador-Halbinsel und das nördliche Kanada
- Mustela richardsonii semplei, Baffin Island, Southampton Island, Melville-Halbinsel und das anschließende kanadische Festland
- Mustela richardsonii streatori, Nordosten Kaliforniens, Oregon und das küstennahe Washington